# C2H3NO3
化学式C2H3NO3（摩尔质量：89.05 g/mol）可以指：
- 草氨酸，CAS号：471-47-6
- 硝基环氧乙烷，CAS号：64515-40-8
- 亚硝酸乙酸酐，CAS号：5813-49-0

|  | 这个同类索引页列出了具有相同分子式的化学物（即同分異構體）条目。 除非您是有意链接至本页，否则应将相应条目的内部链接指向正确的条目。 |